# ラジオリビング
ラジオリビングは1976年4月から放送している、ニッポン放送の生コマーシャル。正式には『ニッポン放送 ラジオリビング』を名乗る。愛称は『リビング』。

## 概要
ラジオ局が自社運営で本格な通信販売事業を行うのは珍しく、ニッポン放送の関連会社である株式会社ニッポン放送プロジェクトが番組制作・商品販売を実施している。売上高はラジオショッピング業界で首位。
フジサンケイグループが1970年代に展開した通販事業戦略「リビング作戦」の1つであるが、リビング作戦の中核であったディノスとの連携は2020年10月迄は年に数回位の扱い（2014年時点）しかされず、定期的なものとしては2020年12月に当該ラジオショッピングが未編成の土曜に『サタデーミュージックバトル 天野ひろゆき ルート930』の番組内コーナー「ルート930 ラジオdeディノス」として編成された位である。
1976年4月に、ニッポン放送の午前帯ワイド番組『あおぞらワイド』内で「あおぞらリビング」として放送開始。それを皮切りに他のワイド番組内でも早朝枠なら『早起きリビング』、日中枠なら『ハローリビング』、番組名の冠を付けた『（番組タイトル）リビング』等の名称で放送を行うようになった。
通常はラジオリビングを放送していないワイド番組はラジオリビングを期間限定で放送することがある。
1976年から2000年まで朝10時台に放送されたものは「あおぞらリビング」を名乗っていたが、2011年1月に全ての時間帯で番組名を『ラジオリビング』に統一した。全期間共通で初売りや大感謝祭などのセールを行う際は『スペシャルリビング』と名乗り、通常のジングルに男声の「スペシャル!」が加わる（2018年以降は煙山光紀）。
通常のラジオショッピングと違い、販売員は原則として登場せず、ニッポン放送の現役、OB・OGアナウンサー、若しくは番組パーソナリティが商品を紹介するのが特徴で、商品によっては実際に1週間程使用した後の感想を述べたり、スタジオ内で飲食物なら実食、掃除機などなら実践することがあり、通販カタログのモデルとして登場する。
過去に利用した顧客向けに通販カタログを毎月を発行しており、利用者へは郵送、ニッポン放送社屋での配布を行う。ラジオリビングのショッピングサイト上でも閲覧が可能となっている。
テーマ曲はCapricornの『Liverpool Hello』（邦題:ハロー・リバプール うえやなぎまさひこのサプライズ!、有楽町情報交差点で使用）、HORST JANKOWSKIの『SOULFUL STRUT』（テリー伊藤のってけラジオで使用）を使用していたが、2011年1月以降は全番組で『（ニッポン放送） ラジオリビング』にタイトルを統一。共通のジングル・BGMを使用している。
2000年にはインターネットショップ「オンライン・ラジオリビング」を開設、2011年には放送35周年を迎えた。
2015年から2017年3月末まで、東海ラジオの平日帯 昼ワイド番組(火・水曜のみ)（15時20分頃 『宮地佑紀生の聞いてみや～ち』→「FINE DAYS!」担当：上田定行）で放送していた。

## 放送時間
スペシャルウィーク時はオープニングでラジオリビングのジングルを流し、レギュラー時は各番組で独自のBGMを使用していたが、2011年1月以降はコーナー名を統一し、ラジオリビングのジングルに統一された。
- 5:51 上柳昌彦 あさぼらけ

担当：上柳昌彦
- 6:22 飯田浩司のOK! Cozy up!

担当：新行市佳、飯田浩司
リピート枠。2021年9月までは飯田が紹介していたが、10月より役割が新行に引き継がれている。スペシャルウィーク期間中はコメンテーターも同席することがある。
- 8:37 / 10:21 / 11:26 垣花正 あなたとハッピー!／春風亭一之輔 あなたとハッピー!
- 12:31 高田文夫のラジオビバリー昼ズ

担当：垣花正（月 - 木曜）、増山さやか（金曜）
11時台はリピート枠。12時台は録音または別室での放送だが、スペシャルウィーク時は『ビバリー』のスタジオ内で紹介する。
- 14:38 / 14:34※金曜 ザ・ラジオショー

担当：前島花音（月 - 水曜）、箱崎みどり（木曜）、東島衣里（金曜）
ホリデースペシャル時は録音での放送。
- 16:44 （月 - 木曜）辛坊治郎ズーム そこまで言うか!

担当：増山さやか、辛坊治郎、飯田浩司（木曜）
紹介は増山。辛坊や飯田が同席するが、辛坊休暇中は当日のパーソナリティも同席した。
- 16:34 (金曜）うどうのらじお

担当：熊谷実帆
『大橋未歩 金曜ブラボー』放送時、2020年6月5日放送分の前島担当時以降から同様、熊谷の場合にもバイヤーが常時スタジオ入りする。2023年2月3日放送分から録音での放送。
- 17:45 ショウアップナイタープレイボール（ナイターシーズン）
※2021年5月以後、新型インフルエンザ等緊急事態宣言下に伴う、中継カード試合開始時間繰上げ時は放送休止

担当：内田雄基（月曜）、前島花音（火・水曜）、東島衣里（木・金曜）※ホリデースペシャル時含む

### 過去のラジオリビング
- 5:51頃 山口良一 今日もいきいきあさ活ニッポン

担当：山口良一
前番組は、2014年12月迄は「ビバリー昼ズ」同様にパーソナリティは担当せず高嶋ひでたけが代行。またに変わってからは試食なども行う関係から「あさ活」期間中は録音だった。また、当時間帯は「ラジオリビング」のジングルは使用するがBGMは使用して無かった
- リビングもりだくSUN（期間限定）
  - 6:34頃  森永卓郎の朝はモリタク!もりだくSUN

担当：増田みのり
- あおぞらリビング：月 - 金曜日
  - 10:25頃 あおぞらワイド

担当：菊池貞武（月） / 土居まさる→中村鋭一（火） / 山城新伍（水） / 立川清登（木） / 三遊亭小圓遊→なべおさみ（金）
- - 10:25頃 玉置宏の笑顔でこんにちは

担当：（歴代）田中千恵、勝呂智子、西田麻理、那須恵理子、野口裕子、阿部宏美、仲佐かおり
- - 加トちゃんのあおぞらリビング：月 - 金曜日
  - 10:30頃 加トちゃんのラジオでチャッ!チャッ!チャッ!

担当：桜庭亮平
- おはようリビング：月 - 金曜日
  - 5:50頃 朝はニッポン一番ノリ!

担当：（商品担当）垣花正・（値段担当）那須恵理子
- ハローリビング：月 - 金曜日
  - 10:34頃 うえやなぎまさひこのサプライズ!

担当：桜庭亮平→山本剛士
- 11:23頃 情報スカイだいば→有楽町情報交差点

担当：日替わりアナウンサー→山本剛士
- のってけリビング：月 - 金曜日
  - 13:30頃 テリーとうえちゃんのってけラジオ

担当：上柳昌彦
- 14:30頃 テリー伊藤のってけラジオ

担当：林家たい平
- 14:30 / 15:20　上柳昌彦 ごごばん!

担当：上柳昌彦、増山さやか（金曜日は上柳のみ）
2011年までは山本剛士が担当。
- 14:30 / 15:20 （月 - 木曜）大谷ノブ彦 キキマス!

担当：大谷ノブ彦、東島衣里
- 14:30 （月 - 木曜）土屋礼央 レオなるど

担当：土屋礼央、増山さやか
- 14:30 （月 - 水曜）DAYS、（木曜）特別番組、（金曜）大橋未歩 金曜ブラボー

担当：安東弘樹（月曜）、中川家（火曜）、原田龍二（水曜）、東島衣里（月 - 木曜）、荘口彰久→前島花音（金曜）、増山さやか（金曜）※ホリデースペシャル時
2020年6月から前島の担当時には、ラジオリビングのバイヤーがスタジオ入りし商品説明を行う
但し、前島が『ザ・ラジオショー』に担当替え以降はバイヤーとの出演は行ってない
- 大吉リビング（期間限定）
  - 17:02頃  笑顔満開!ひでたけ・のりこの大吉ラジオ

担当：冨田のり子
- 16:20頃  高嶋ひでたけの特ダネラジオ 夕焼けホットライン

担当：高嶋ひでたけ
普段は当番組にはこのコーナーはなく、スペシャルウィークのみ実施する。
- 17:35 ザ・ボイス そこまで言うか!（月 - 木曜）

担当：増山さやか（月 - 木曜）
- 16:35 / 17:40 （月 - 木曜）草野満代 夕暮れWONDER4

担当：松本秀夫、草野満代（月 - 木曜）
2018年7月から『快適生活 ラジオショッピング』との枠交換にて15:20から移動
- 18:36 飯田浩司の「声だしていこー。」

担当：飯田浩司
他の番組とは異なり基本的に出演者が飯田のみなので、一人で紹介する。当初はスペシャルウィークのみ。
- 18:30 〜今日も一日〜 Good Job ニッポン

2015年度（それ以前の月 - 木は大谷と脊山麻理子）。番組がナイターの開催球場からの進行のため、別室での紹介となる。
担当：上柳昌彦、増山さやか（金曜日は上柳のみ）
別室での紹介となる。
- 17:45 / 18:30 今夜もオトパラ!

担当：上柳昌彦（月 - 木曜）※2014、15年度、松本秀夫（月 - 木曜）※2016年度、煙山光紀（金曜）※2014年度、荘口彰久（金曜）※2015年度、吉田尚記（金曜）※2016年度
- 17:45 ショウアップナイタープレイボール（ナイターシーズン）・ショウアップスポーツ（ナイターオフ）

担当：東島衣里
- 18:54 （平日）オールナイトニッポンPremium

担当：東島衣里（月 - 木曜）、煙山光紀（金曜）
- 18:24 （平日）ザ・フォーカス／ザ・フォーカス〜フライデースペシャル

担当：増山さやか（月 - 木曜）、垣花正（金曜）
- 17:45 ニッポン放送 「フライデーナイタースペシャル」（金曜）※2020年6月5日まで

担当：ニッポン放送スポーツ部アナウンサー（週替わり）
- 18:50 （土曜）高嶋ひでたけと里崎智也 サタデーバッテリートーク

担当：高嶋ひでたけ、里崎智也